# Kitson Kapiriel
Kitson Kapiriel (* 10. Dezember 1993 in Kolonia) ist ein mikronesischer Sprinter.

## Biografie
Kapiriel Henry nahm an den Olympischen Sommerspielen 2016 in Rio de Janeiro teil. Im Rennen über 100 Meter am 13. August 2016 schied er mit einer Laufzeit von 11,42 Sekunden bereits im Vorlauf aus.